# Sarsia bella
Sarsia bella is een hydroïdpoliep uit de familie Corynidae. De poliep komt uit het geslacht Sarsia. Sarsia bella werd in 2000 voor het eerst wetenschappelijk beschreven door Brinckmann-Voss. 